# Tanque pesado Tipo 95
Los tanques pesados Tipo 91 y Tipo 95 fueron el resultado final del diseño japonés de tanques múltitorreta a partir de la tendencia generada durante la década de 1930 en otros países. Se puede considerar como precursor de la misma al británico Vickers A1E1 Independent y del que de algún modo se inspiraron los diseños soviéticos T-28, T-35 (que estaban muy basados en sus planos y distribución) y T-100, así como el Neubaufahrzeug alemán y más tarde en los Medium Mk III, Cruiser Mk I y Cruiser Mk III británicos.

## Historia
Durante el período de entreguerras, existían fuertes temores por parte de los ejércitos de las naciones más poderosas de que una próxima guerra se desarrollará en la misma línea que la Primera Guerra Mundial. Nadie quería otra guerra de trincheras, en la que nadie se movía durante meses debido al estado del terreno y el constante "barrido" de ametralladoras y bombardeos. Como tales, algunos diseños de tanques de la época se fijaron en gran medida en el apoyo de la infantería, siendo de gran tamaño, peso, baja velocidad y estaban erizados de armamento antipersona. La era se inundó con la "moda" de los diseños de tanques con múltiples torretas, y todos los países más poderosos los adoptaron de una forma u otra. El Ejército Imperial Japonés también tomó la decisión de desarrollar vehículos de combate pesados, lo que fue motivado por la creciente amenaza que representaba la Unión Soviética, un enemigo potencial de Japón en el este de Asia.
La génesis del Tipo 95 comienza con el primer tanque diseñado y construido para el ejército japonés localmente, el Tanque Experimental Nº 1 también conocido como el Tipo 87 Chi-I. Este precursor de todos los tanques japoneses fue diseñado en 1926 y construido en 1927 fue clasificado por el Ejército Imperial Japonés como tanque medio. Sin embargo, no progresó más allá de la fase de prototipo.

### El Tipo 91

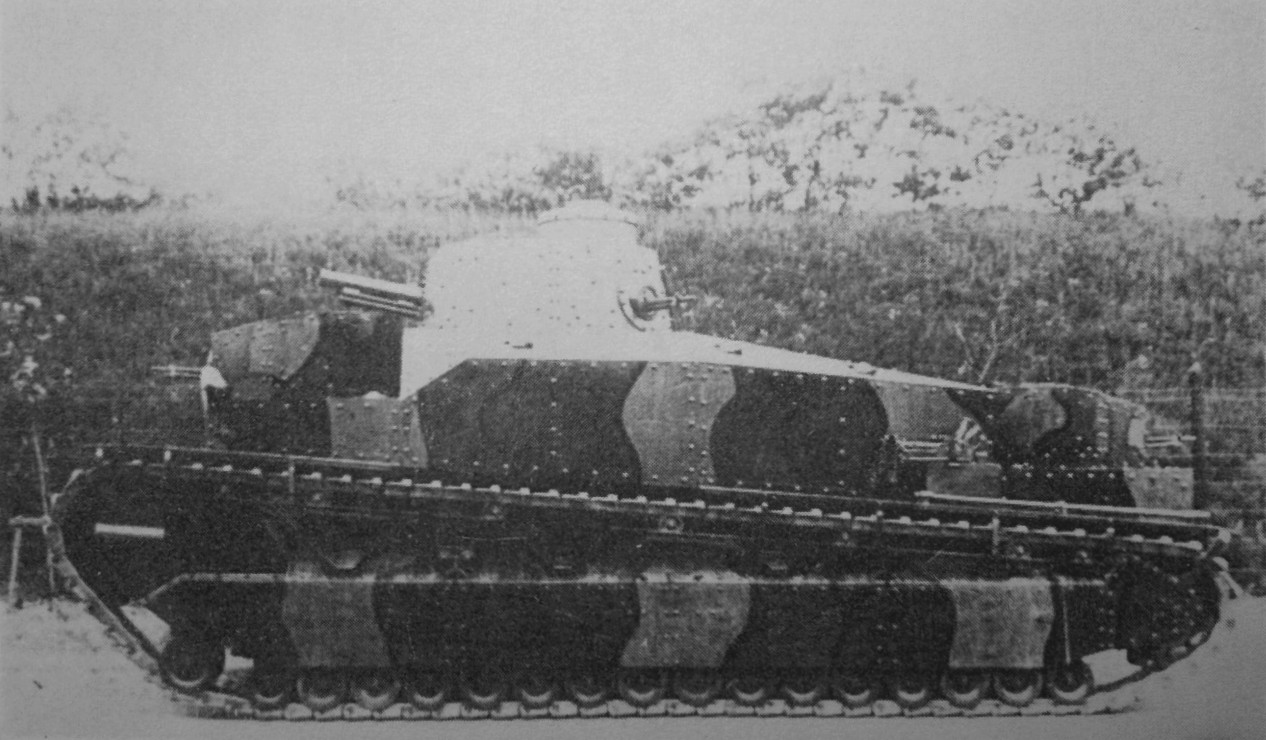
Tanque Pesado Experimental Tipo 91

El primer prototipo de un tanque pesado se construyó en 1931 y fue designado Tipo 91; era un vehículo de 18 t, propulsado por un motor de aviación de gasolina modificado BMW IV de 6 cilindros en línea. El tanque tenía 3 torretas, una principal en el centro armada con un cañón Tipo 90 de 57 mm y 2 torretas secundarias (delantera y trasera) armadas con ametralladoras Tipo 91 de 6,5 mm, estando provisto de un blindaje de entre 8 a 17 mm de grosor.
Tenía diecisiete ruedas de carretera en cada lado con la misma suspensión que la del anterior Tipo 87 Chi-I, un complicado sistema de suspensión por trapecio articulado. Este primer diseño no tuvo éxito, y el proyecto Tipo 91 pronto fue cancelado; sin embargo, este proyecto se convirtió en un trampolín en el desarrollo del tanque pesado Tipo 95.

### Desarrollo del Tipo 95
Japón sintió que la Unión Soviética, cada vez más poderosa, podría ser un enemigo potencial en el futuro. Como tal, se reanudaron los trabajos en un tanque pesado para el Ejército Imperial Japonés como contrapartida del tanque pesado T-35 del Ejército Rojo.
El desarrollo de un nuevo tanque con múltiples torretas comenzó en 1932 y se completó en 1934. La forma general del Tipo 95 siguió el diseño del Tipo 91 anterior, pero tenía un blindaje más grueso y su poder de fuego mejoró significativamente. Su sistema de suspensión se modificó con respecto a la del Tipo 91; aunque, todavía usaba una suspensión de ballestas y solo tenía nueve ruedas de carretera en cada lado. Su peso de 26 t lo convirtió en el mayor tanque japonés de la época. Se produjeron cuatro prototipos en 1934. Sin embargo, el concepto de tanque con múltiples torretas fue cancelado, por lo tanto, el Tipo 95 no entró en producción. Resultó ser un diseño complicado con poca movilidad y con una velocidad máxima inferior a la deseada.
Basado en diseños de tanques británicos y rusos, este tanque contaba con 3 torretas. Montado en el lado delantero izquierdo de la carrocería del vehículo en la torreta central estaba el arma principal, un cañón de tanque Tipo 94 de 70 mm específicamente diseñada para ello. El cañón podría disparar tanto proyectiles HE Tipo 92 como antiblindaje Tipo 95. El ángulo de elevación era de 20° y el ángulo de depresión de -12°. También se montó una ametralladora de 6,5 mm en la torreta principal. Dos torretas adicionales dieron al Tipo 95 aún más potencia de fuego: un cañón de tanque Tipo 94 de 37 mm se montó en una torreta auxiliar con un rango de elevación de -15° a +20° y la otra torreta auxiliar orientada hacia atrás presentó una ametralladora Tipo 91 de 6,5 mm.  El grosor del blindaje de la torreta era de 30 mm en la parte delantera, 25 mm en la parte lateral y trasera, y 12 mm en la parte superior; el de la carrocería de 35 mm en la parte delantera, 30 mm en el lateral, 25 mm en la parte posterior y 12 mm en la parte superior.
Solo fueron construidas cuatro unidades del Tipo 95, finalizando su construcción en setiembre de 1934; fueron sometidos a pruebas en 1935 y aunque tanto el rendimiento como la función se consideraron adecuados para el uso práctico, la producción se limitó a los cuatro. La razón de esto, fue que se desarrolló una política para desarrollar una gran cantidad de tanques ligeros de alta velocidad debido a que el Ejército Imperial Japonés reconoció que la movilidad es lo más importante en el combate, por lo que finalmente el proyecto fue cancelado al ser considerado demasiado lento y grande. Además, pronto fue evidente que el diseño de tanques multitorreta era un concepto desfasado y poco práctico. Se rumorea que al menos uno de los vehículos participó en un desfile en Tokio en 1935 como parte de la Exposición Militar Yasukuni durante la cual Japón mostró algunos de sus nuevos vehículos blindados.

## Variantes

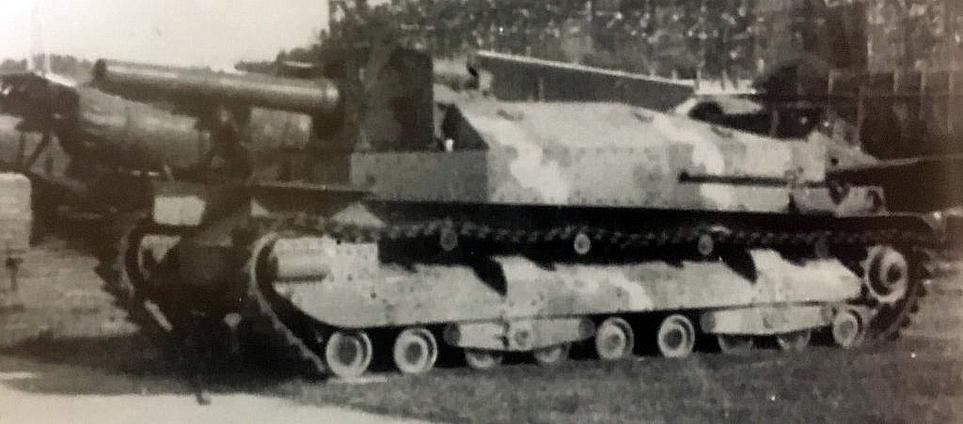
El cañón autopropulsado experimental Hi-Ro Sha, creado a partir del casco del Tipo 95.

Producción limitada de cañones autopropulsados concebidos como cazacarros a partir de dos chasis entregados a Mitsubishi Heavy Industries. 
Hi-Ro Sha
vehículo sin techo, con un cañón Tipo 14 de 105 mm en la parte delantera detrás de un escudo.
Ji-Ro / Ji-Ro Sha
modificación más extensa. Se colocó un techo en la parte trasera del tanque, con el cañón de 105 mm montado en el interior. Similar al Elefant alemán.